# Kundi-See
Der Kundi-See, auch Lake Kundi genannt, liegt südlich der sudanesischen Stadt Nyala im Bundesstaat Dschanub Darfur.

## Beschreibung
Der flache See wird durch den Wadi Ibra gespeist. In den Dürre-Perioden verkleinert sich der See von 20 km² auf eine Fläche von 1 bis 2 km².
Die See-Flora umfasst unter anderem Seerosen, Raues Hornblatt (Ceratophyllum demersum) und das Nixenkraut Najas pectinata.